# Mieren beklimmen de boom
Mieren beklimmen de boom (Traditioneel Chinees: 螞蟻上樹, transliteratie pinyin: Ma Yi Shang Shu) is een gerecht  afkomstig uit de Chinese provincie Sichuan dat bestaat uit voornamelijk glasnoedels en gehakt, en verder met lente-uitjes, gember, sojasaus en een chilisaus op basis van pepers en knoflook. Het gerecht dankt zijn naam aan het beeld dat opgeroepen wordt: de stukjes gehakt lijken op mieren die via de boom omhoog kruipen.